# 熱酸化

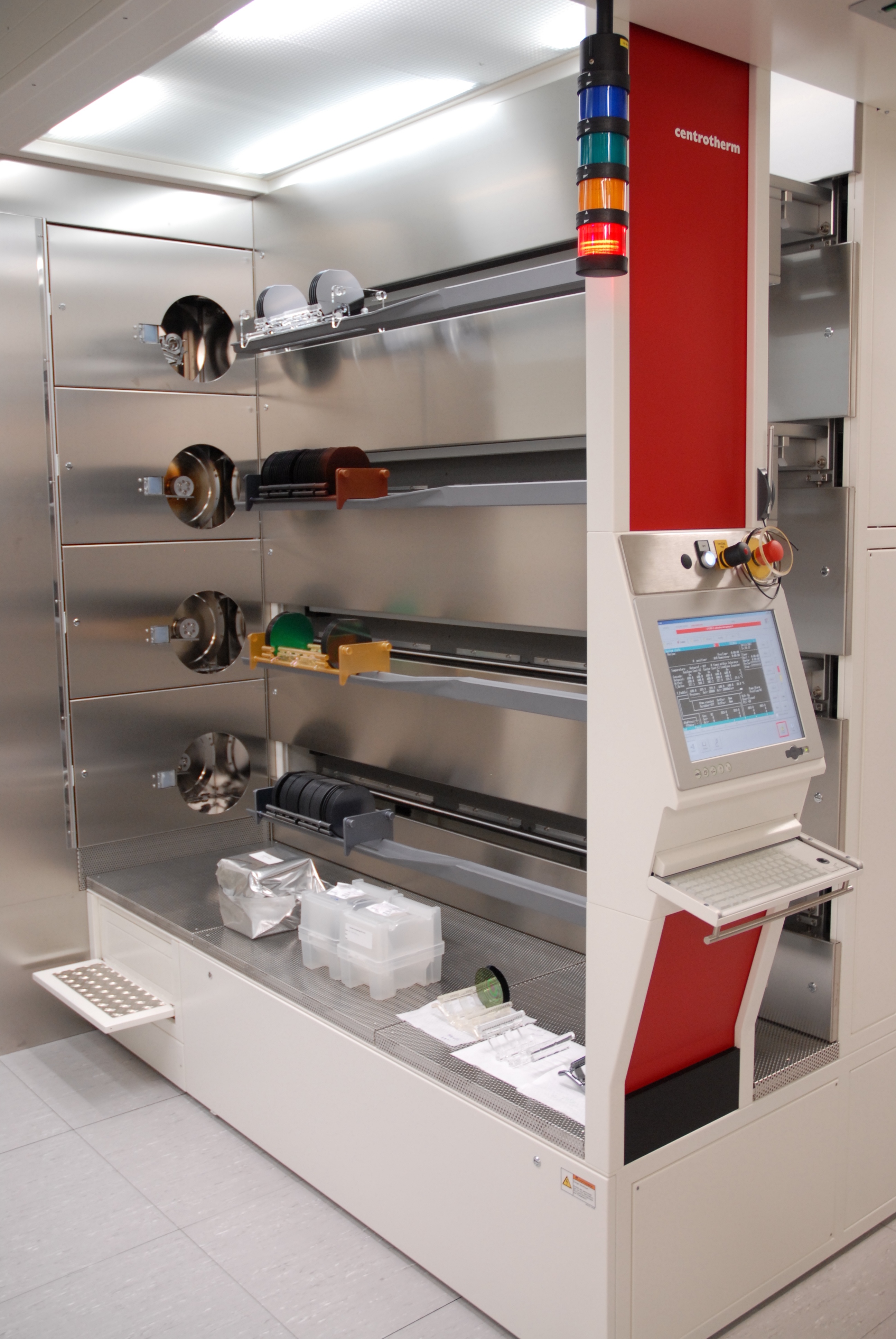
拡散および熱酸化に使用される炉（LAAS社製、フランス トゥールーズにある同社の技術施設で撮影）

熱酸化（ねつさんか、Thermal_oxidation）は、微細加工において、ウェーハの表面に酸化物（通常は二酸化ケイ素）の薄膜層を形成する方法である。 
熱酸化はさまざまな材料に適用されるが、シリコン基板（シリコンウェハーなど）またはシリコン下部構造の表面に非晶質二酸化ケイ素の薄層を生成し、表面特性を変化させるプロセスが最も一般的である。シリコンの熱酸化処理は、半導体技術、例えば半導体集積回路の製造に使用される。このプロセスは、1100℃を超える温度で拡散させた酸素とシリコンとの化学反応に基づいている。プロセス時間が非常に短いため、このプロセスは「急速熱酸化」（RTO）としても知られ、非常に薄い酸化シリコン層（< 2 nm）の製造に用いられる。
この技術では、酸化剤を高温でウェーハに拡散させ、反応させる。酸化物の成長速度は、Deal-Groveモデルで予測されることが多い。
同様のプロセスとして、シリコン基板上に高温で窒化ケイ素層を生成して窒化物半導体を製造する方法がある。

## 化学反応
シリコンの熱酸化は室温でも起こるが、反応速度が技術的な応用に必要な速度をはるかに下回るため、通常は800～1200℃の温度で行われ、いわゆる高温酸化膜（High Temperature Oxide layer、HTO）が形成される。酸化剤には水蒸気（通常UHP蒸気）または分子状酸素を使用し、それぞれ湿式酸化または乾式酸化と呼ばれる。 反応は以下のいずれかである。
{\displaystyle {\rm {Si+2H_{2}O\rightarrow SiO_{2}+2H_{2\ (g)}}}}（湿式酸化）
{\displaystyle {\rm {Si+O_{2}\rightarrow SiO_{2}\,}}}（乾式酸化）
また、酸化雰囲気には数％の塩酸（HCl）が含まれていることがある。 この塩素によって、酸化物中に含まれる可能性のある金属イオンが除去される。
熱酸化膜は、基板から消費されるシリコンと、周囲から供給される酸素を取り込む。そのため、酸化膜はウェーハの内部で成長し、外部で成長する。単位厚さのシリコンが消費されるごとに、2.17単位厚さの酸化物が発生する。シリコンの表面を酸化させると、酸化物の厚さの46%が元の表面より下に、54%が元の表面より上に存在することになる。

### Deal-Groveモデル
よく使われるDeal-Groveモデルによると、常温で厚さ Xo, の酸化物を、一定の温度で、裸のシリコン表面に成長させるのに必要な時間τは
{\displaystyle \tau ={\frac {X_{o}^{2}}{B}}+{\frac {X_{o}}{({\frac {B}{A}})}}}
ここで、定数 A と B はそれぞれ反応と酸化膜の特性に関するものである。このモデルはさらに、シリコンナノワイヤやその他のナノ構造の製造や形態設計に用いられるような自己限定的な酸化過程を考慮するよう適用されている。
既に酸化物を含むウェーハを酸化性雰囲気に置く場合、この式に補正項 τ を追加して修正する必要がある。これは、現在の条件下で既存の酸化物を成長させるのに必要な時間で、この項は、上記のt の式を用いて求めることができる。
Xo  の二次方程式を解くと、次のようになる。
{\displaystyle X_{o}(t)=A/2\cdot \left[{\sqrt {1+{\frac {4B}{A^{2}}}(t+\tau )}}-1\right]}

## 酸化技術
熱酸化のほとんどは工業炉で行われ、温度は800～1200℃である。 1つの炉で、特別に設計された石英ラック（「ボート」と呼ばれる）に入った多数のウェーハを同時に受け入れる。
歴史的には、ボートは各ウェーハを互いに間隔を空けて垂直に立て保持し、ボートを酸化室に横から入れ（この設計は「水平式」と呼ばれる）た。 しかし、最近の炉では、ウェーハを水平に、間隔を空けて積み重ねたボートを炉の底部から酸化室に装填するものが多い。
縦型炉は横型炉より背が高いため、一部の微細加工設備には収まらない場合があるが、ほこりの混入を防ぐのには有利である。落下する粉塵がウェーハを汚染する可能性がある横型炉とは異なり、縦型炉は空気ろ過システムを備えた密閉型キャビネットを使用して、粉塵がウェーハに到達するのを防ぐことができる。
また、縦型炉は、横型炉の問題点であった、成長した酸化物のウェーハ上での不均一性を解消することができる。水平炉は通常、酸化室内に対流があり、管の下部が管の上部よりわずかに低温になっている。ウェーハが酸化室内で垂直になると、対流とそれに伴う温度勾配により、ウェーハの上部は下部よりも酸化膜が厚くなる。縦型炉では、ウェーハを水平に置き、炉内のガス流を上から下へ流すことで、熱対流を大幅に抑制し、この問題を解決している。
また、縦型炉では、真空予備室により、酸化前にウェーハを窒素でパージし、Si表面での自然酸化物の成長を抑制することができる。

## 酸化膜の品質
湿式酸化は、成長速度が速いため、厚い酸化物を成長させるには乾式酸化よりも有利である。しかし、酸化が速いとシリコン界面にダングリングボンドが多く残り、これが電子の量子状態を作り出し、界面に沿って電流が漏れてしまう（「デバイス界面の汚染」と呼ばれる）。また、湿式酸化では、酸化物の密度が低くなり、絶縁耐力が低下する。
乾式酸化では、厚い酸化物を成長させるのに長い時間が必要なため、実用的ではない。 厚い酸化膜を成長させるには、通常、長い湿式酸化と短い乾式酸化を繰り返す（乾湿乾のサイクル）。 乾式酸化の最初と最後には、それぞれ酸化膜の外側と内側に高品質の酸化膜が形成される。
移動性の金属イオンはMOSFETの性能を低下させる可能性がある（特にナトリウムが懸念される）。 しかし、塩素は塩化ナトリウムを生成してナトリウムを固定化することができる。 塩素の導入は、酸化媒体に塩化水素やトリクロロエチレンを添加することで行われることが多い。 また、塩素が存在すると酸化速度が速くなる。

## その他の注意事項
熱酸化は、ウェーハの特定の領域にだけ行い、他の領域はブロックすることができる。 フィリップス社で開発されたこのプロセスは、一般にLOCOS (Local Oxidation of Silicon) プロセスと呼ばれている。 
酸化させない部分は窒化シリコンの膜で覆われ、酸化速度が遅いため、酸素や水蒸気の拡散が遮断される。 この工程では、酸化剤分子が窒化物マスクの下で横方向（表面に平行）に拡散し、酸化物がマスク部分に浸入するため、シャープな形状を得ることができない。
シリコンと酸化物では不純物の溶解度が異なるため、成長中の酸化物はドーパントを選択的に取り込んだり、拒絶したりする。 この再分配は、酸化物がドーパントをどれだけ強く吸収または拒絶するかを決定する偏析係数と、拡散率によって支配される。
シリコンの結晶の向きは酸化に影響する。 ミラー指数<100>のウェーハは、ミラー指数<111>のウェーハより酸化が遅いが、電気的にきれいな酸化界面を形成する。
熱酸化は、低温酸化膜を形成する化学気相成長法（TEOSの600℃程度の反応）よりも、高品質できれいな界面を持つ酸化膜を形成することができるため、様々な用途で利用されている。 しかし、高温酸化物(HTO)の製造には高い温度が必要であるため、その用途は限定される。 例えば、MOSFETの場合、ソース・ドレイン端子へのドーピング後に熱酸化を行うことは、ドーパントの配置を乱すことになるため、絶対に行われない。